# Лючжанли (станция метро)
«Лючжанли» (англ. Liuzhangli; кит. 六張犁) — станция линии Вэньху Тайбэйского метрополитена, открытая 28 марта 1996. Располагается между станциями «Строение Кэцзи» и «Линьгуан». Находится на территории районов Даань и Синьи в Тайбэе.

## Техническая характеристика
Станция «Лючжанли» — эстакадная с двумя боковыми платформами. Для перехода на противоположную платформу оборудован мостик над путями. На станции есть один выход, оснащённый эскалаторами и лифтом. На станции установлены платформенные раздвижные двери.